# کانتون شاف‌هاوزن
کانتون شاف‌هاوزن یکی از کانتون‌های سوئیس است.
این کانتون در شمال کشور سوئیس واقع شده است.